# Piano, solo (film)
Pour les articles homonymes, voir Solo Piano (homonymie).
Pour plus de détails, voir Fiche technique et Distribution.
Piano, solo est un film biographique italien réalisé par Riccardo Milani et sorti en 2007.
Adapté du roman Il disco del mondo - Vita breve di Luca Flores, musicista de Walter Veltroni, ce film biographique retrace la vie du pianiste de jazz Luca Flores (it) (1956-1995), depuis son enfance passée en Afrique jusqu'à sa mort par suicide dans sa maison de Montevarchi.

## Synopsis
Après avoir obtenu son diplôme de piano au conservatoire Luigi Cherubini de Florence, Luca Flores, un garçon timide et solitaire, a commencé à s'intéresser au jazz par hasard. Ce sont deux amis du Conservatoire qui l'ont convaincu de jouer avec eux, d'abord dans leur appartement, puis devant le public de petits clubs. Très vite, le talent de Luca est remarqué et il est appelé à jouer avec Gianni Cazzola (it) et Massimo Urbani et son groupe. Le succès international arrive lorsqu'il est appelé à jouer avec Chet Baker. À la mort de Baker en 1988, Luca tombe en dépression et est hospitalisé pendant un certain temps en psychiatrie, où il subit un traitement par électrochocs. Le 29 mars 1995, âgé de 38 ans seulement, il choisit de mettre fin à ses jours par pendaison.

## Fiche technique
- Titre original : Piano, solo[1],[2],[3],[4]
- Réalisation : Riccardo Milani
- Scénario : Ivan Cotroneo, Riccardo Milani, Sandro Petraglia et Claudio Piersanti, d'après l'ouvrage Il disco del mondo - Vita breve di Luca Flores, musicista de Walter Veltroni
- Photographie : Arnaldo Catinari
- Montage : Marco Spoletini
- Musique : Lele Marchitelli (it)
- Décors : Paola Comencini
- Sociétés de production : Palomar (it), Rai Cinema
- Pays de production :  Italie
- Langue originale : italien
- Format : couleurs
- Genre : film biographique
- Durée : 104 minutes
- Dates de sortie : 
  - Italie : 8 septembre 2007

## Distribution
- Kim Rossi Stuart : Luca Flores (it)
- Jasmine Trinca : Cinzia
- Michele Placido : Giovanni
- Alba Rohrwacher : Marta
- Mariella Valentini : Heidi
- Sandra Ceccarelli : Jolanda
- Claudio Gioè (it) : Alessandro
- Roberto De Francesco : Raffaele
- Corso Salani (it) : Pablo
- Paola Cortellesi : Baba
- Alan King (it) : Chet Baker